# Mīrānpur
Mīrānpur är en ort i Indien.   Den ligger i distriktet Muzaffarnagar och delstaten Uttar Pradesh, i den norra delen av landet, 100 km nordost om huvudstaden New Delhi. Mīrānpur ligger 243 meter över havet och antalet invånare är 27 390.
Terrängen runt Mīrānpur är mycket platt. Runt Mīrānpur är det tätbefolkat, med 570 invånare per kvadratkilometer. Mīrānpur är det största samhället i trakten. Trakten runt Mīrānpur består till största delen av jordbruksmark.